# Gare de Herrlisheim
Gare de Herrlisheim – stacja kolejowa w miejscowości Herrlisheim, w departamencie Dolny Ren, w regionie Grand Est, we Francji. Jest zarządzana przez SNCF i obsługiwana przez pociągi TER Grand Est.

## Położenie
Znajduje się na linii Strasbourg – Lauterbourg, na km 21,528 między stacjami Gambsheim i Drusenheim, na wysokości 127 m n.p.m.

## Historia
Linia między Strasburgiem a Lauterbourgiem zbudowana została przez Direction générale impériale des chemins de fer d’Alsace-Lorraine i została otwarta 25 lipca 1876.

## Linie kolejowe
- Linia Strasbourg – Lauterbourg